# Chullpani (Oruro)
Chullpani (aymara) är ett berg i Bolivia.   Det ligger i departementet Oruro, i den västra delen av landet, 400 km väster om huvudstaden Sucre. Toppen på Chullpani är 4 291 meter över havet, eller 151 meter över den omgivande terrängen. Bredden vid basen är 3,5 km.
Terrängen runt Chullpani är kuperad söderut, men norrut är den platt. Trakten är glest befolkad. 